# San Pio X (Vicenza)
San Pio X è un quartiere di Vicenza appartenente alla terza circoscrizione.

## Urbanistica

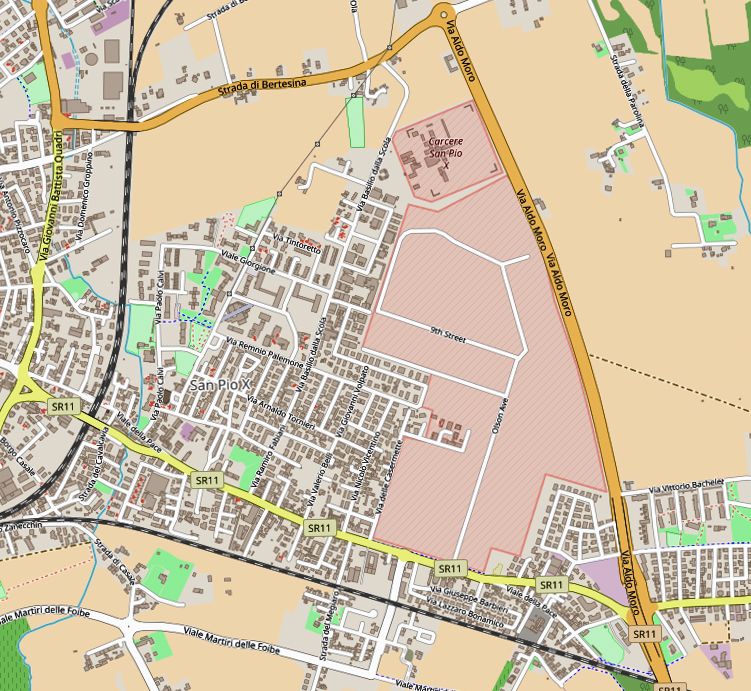
Mappa dei quartieri San Pio X e Stanga

Il quartiere San Pio X è delimitato a ovest dalla ferrovia Vicenza-Treviso e Vicenza-Schio - che lo separano nettamente dai quartieri cittadini (quello di borgo Padova è molto vicino, ma vi si accede soltanto superando un lungo cavalcaferrovia) - a nord dalla strada di Bertesina, a est-nord-est dalla circonvallazione via Aldo Moro, a sud dalla ferrovia Milano-Venezia.
In quest'area l'angolo sud-est è occupato dal quartiere della Stanga, con cui quello di San Pio X si fonde. Nella mappa sono evidenti, nella parte est dell'area, i complessi delle Carceri e della Caserma Ederle.
Il quartiere è percorso, in tutta la sua lunghezza, da viale della Pace, così denominato perché dalla città conduce alla chiesa di Santa Maria Regina della Pace, realizzata alla fine della prima guerra mondiale come tempio votivo al centro della Stanga.

## Storia

### Anni cinquanta e sessanta

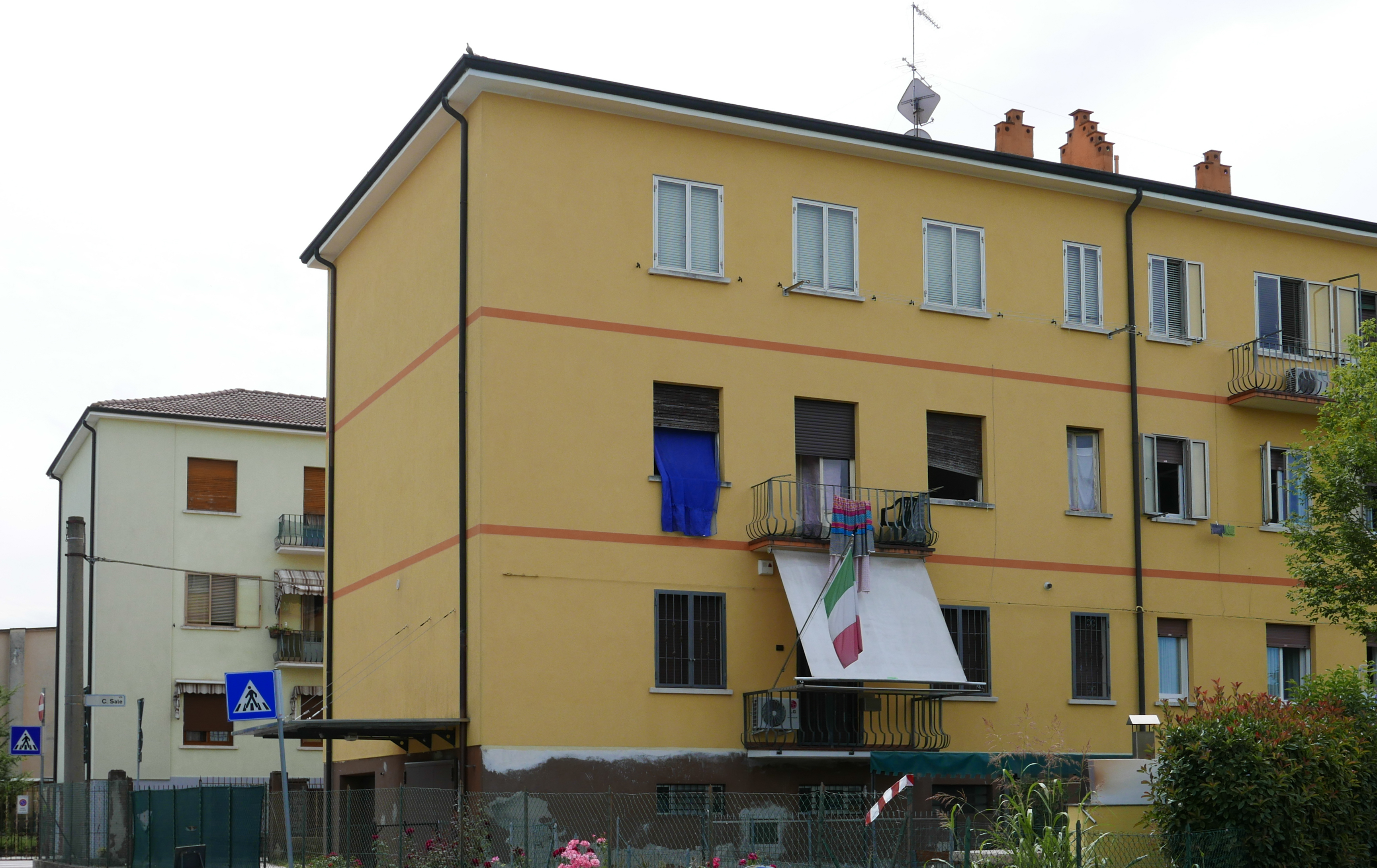
Case popolari anni cinquanta nel quartiere di San Pio X

Secondo dati statistici, agli inizi degli anni cinquanta del Novecento, in questa zona di prevalente campagna abitavano circa 2700 persone. Si iniziò a costruire - secondo il piano di intervento dello stato INA-Casa finalizzato a realizzare edilizia residenziale pubblica - gruppi di case per alloggiare una parte della popolazione la cui abitazione era stata distrutta dalla guerra.
Secondo le disposizioni del piano fu costituito nel quartiere, in via Gonzati, il centro sociale "Marzari", presso il quale si formarono una compagnia teatrale e musicale, gruppi di calcio e una biblioteca, il tutto seguito da un'assistente sociale con il compito di promuovere cultura, sport e relazioni sociali di quartiere.
Nel 1957 fu costruito un capannone-chiesa, con annessa una canonica che divenne subito sede di associazioni giovanili e l'anno seguente la sede di una nuova parrocchia, intitolata a papa Pio X, che nel 1954 era stato proclamato santo; la sua popolarità e i buoni rapporti tra i gruppi fece sì che anche il quartiere ricevesse questa denominazione. Dieci anni dopo, costruita la nuova chiesa parrocchiale, quest'edificio divenne sede di gruppi e palestra.
Nacque anche il Comitato di Quartiere, organismo spontaneo a livello sociale e civico che si affiancò ai gruppi parrocchiali, dando vita ad una coscienza collettiva di nuovo quartiere.
All'inizio degli anni sessanta la popolazione era raddoppiata (circa 5600 persone). Continuò la costruzione di condomini, in attuazione del piano Gescal (acronimo di GEStione CAse per i Lavoratori), fondo destinato alla costruzione ed alla assegnazione di case ai lavoratori, nato dalla trasformazione del Piano INA-Casa.

### Anni settanta e ottanta
I censimenti del 1971 e 1981 mostrano un ulteriore notevole aumento (rispettivamente 8.100 e 10.700 persone), ancora una volta in seguito allo sviluppo urbanistico dettato dal PEEP (Piano per l'Edilizia Economica e Popolare) di cui alla legge 167/1963. Furono anche costruite scuole materne, elementari e medie, dato l'aumento della popolazione giovanile.
Con l'acquisizione da parte del Comune della villa London Tacchi nel 1972 trovarono sistemazione vari servizi e gruppi operanti in zona, quali i Donatori di sangue, la Biblioteca, il Consultorio familiare e altri ancora.
Dagli anni ottanta la popolazione si è stabilizzata intorno agli 11.000 residenti, la cui età media è quindi aumentata. Risulta impiegata in tutte le attività economiche, dall'agricoltura all'industria, dai trasporti ai servizi, con una copertura completa in tutte le 52 classi in cui sono registrate le varie attività

### Situazione attuale
San Pio X è oggi un multietnico rione popolare, caratterizzato da un'edilizia residenziale semi intensiva di palazzi e condomini, intervallati da diverse aree verdi; vi trovano però posto numerose aziende manifatturiere, commerciali e servizi; tra questi anche edifici scolastici e la sede della circoscrizione 3. 
La viabilità è migliorata negli ultimi anni grazie alla costruzione di alcune piste ciclabili e dossi rallentatori.

## Toponomastica
L'area di campagna ove fu poi costruito il quartiere apparteneva ancora, agli inizi del Novecento, alla Coltura di Camisano e Casale. 
Alcune delle strade con vecchia denominazione sono:
Via delle Casermette
Traversa sinistra di viale della Pace, rasenta la Caserma Ederle, la cui costruzione iniziò nel 1941 su terreno comunale; il toponimo, di origine popolare spontanea, fu deliberato nel 1950 con riferimento alla serie di bassi e uniformi edifici della caserma.
Strada del Cavalcavia

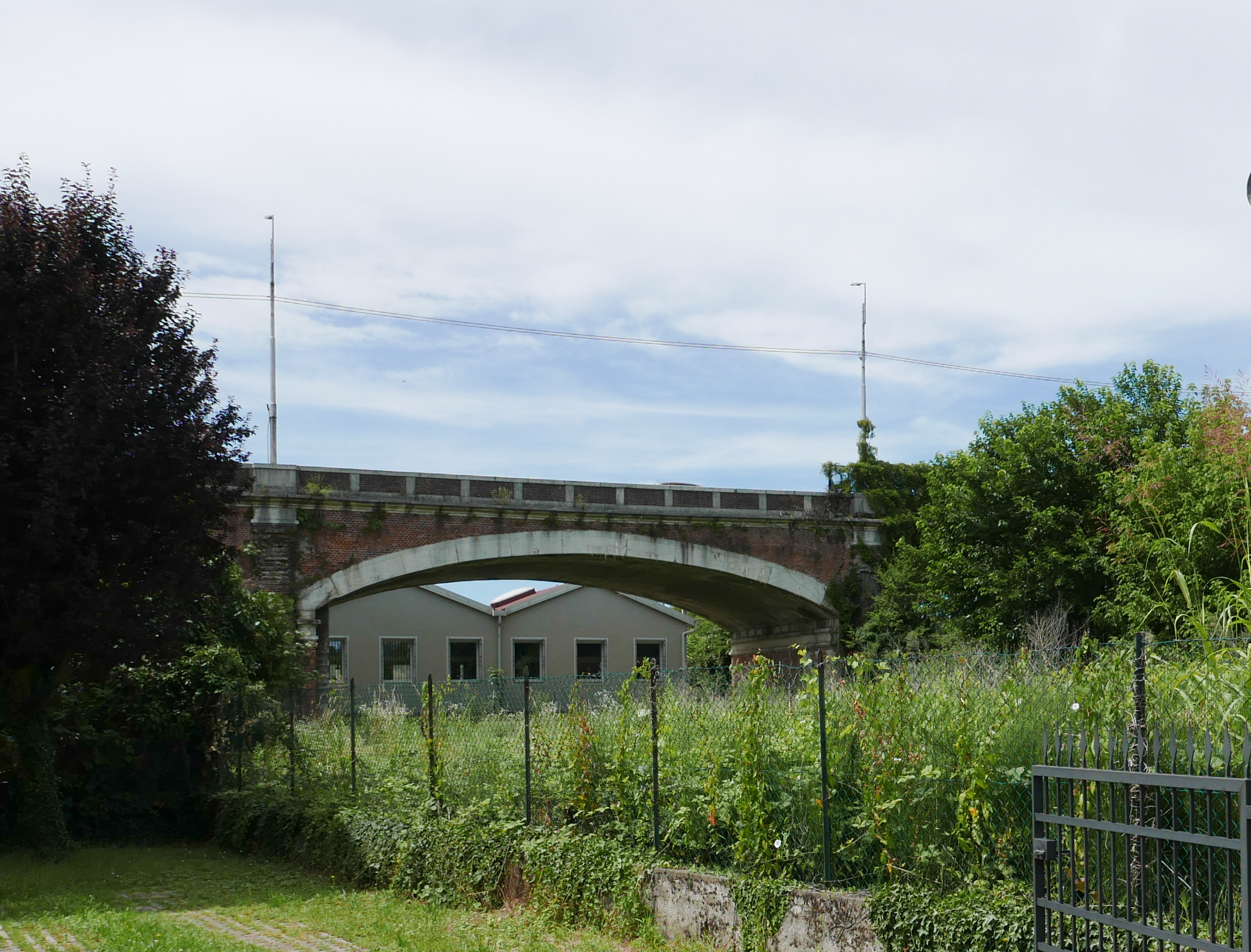
Cavalcaferrovia a San Pio X

Si stacca a destra all'inizio di viale della Pace, derivando il nome dalla struttura costruita durante la prima guerra mondiale per sopperire alle gravi necessità del momento.
Via delle Due Ferrate
Il toponimo si riferisce alla costruzione delle due linee ferroviarie Vicenza-Padova e Vicenza-Treviso, costruite rispettivamente nel 1845 e 1877. Il tratto stradale, compreso tra i due passaggi a livello poi trasformati in sottopassaggi, veniva così denominato ed era meta di passeggiate domenicali, fino all'omonima osteria.
Vicolo del Fabbro
Modesta stradina parallela al viale della Pace al suo inizio, il cui nome fu dato per la presenza di un'officina meccanica di vulcanizzazione. 
Strada del Megiaro
Traversa destra di viale della Pace, di fronte a via delle Casermette, riporta il nome dialettale di "miliare", per indicare l'antica memoria che in quel punto si trovava la pietra miliare ad un miglio di distanza dalla porta della città.
A mano a mano che si sviluppava il nuovo quartiere, tra gli anni cinquanta e ottanta, furono costruite nuove vie dedicate a illustri vicentini, come gli storici Domenico Bortolan, Paolo Calvi, Sebastiano Rumor, Giuseppe Dian, Ortensio Zago e Giacomo Marzari, gli scrittori e letterati Giantommaso Faccioli, Francesco Pasqualigo e Barnaba Pizzardi, i poeti Cornelia Sale, Jacopo Vittorelli, Domenico Pittarini e Adolfo Giuriato, il cinquecentesco musicista Nicolò Vicentino, l'incisore Valerio Belli, i cronisti medievali Nicolò Smereglo e Conforto da Costozza, lo scultore Girolamo Pittoni, il grammatico vicentino del I secolo, Remnio Palemone.
Le strade del nuovo PEEP negli anni ottanta furono dedicate ai grandi pittori veneti Giorgione, Tintoretto Piazzetta, Palma il Giovane, Tiziano e agli artisti rinascimentali, il vicentino Natale Baragia e lo scultore Andrea della Robbia.

## Monumenti e luoghi d'interesse

### Villa London Tacchi

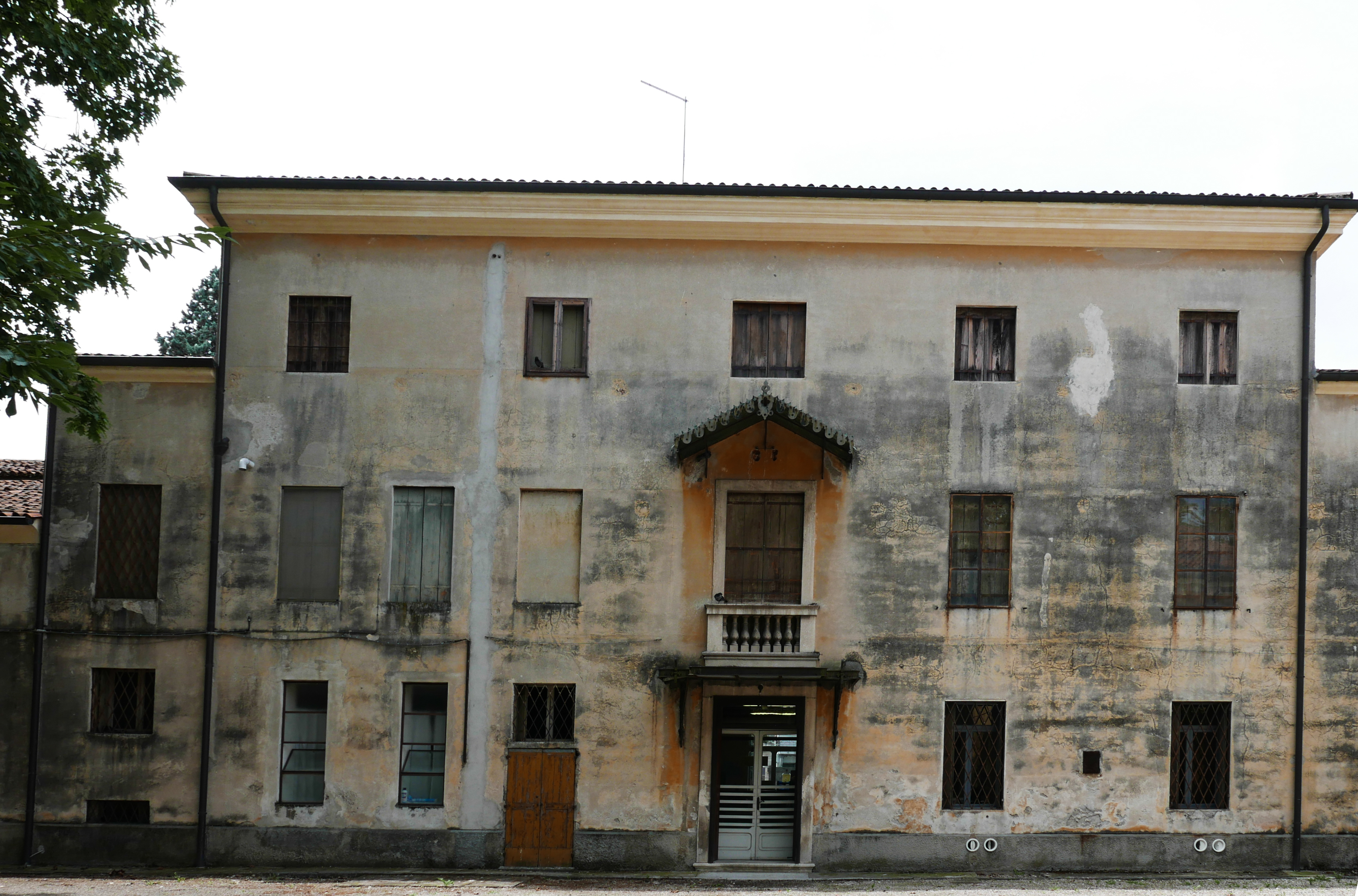
Villa Tacchi (retro)

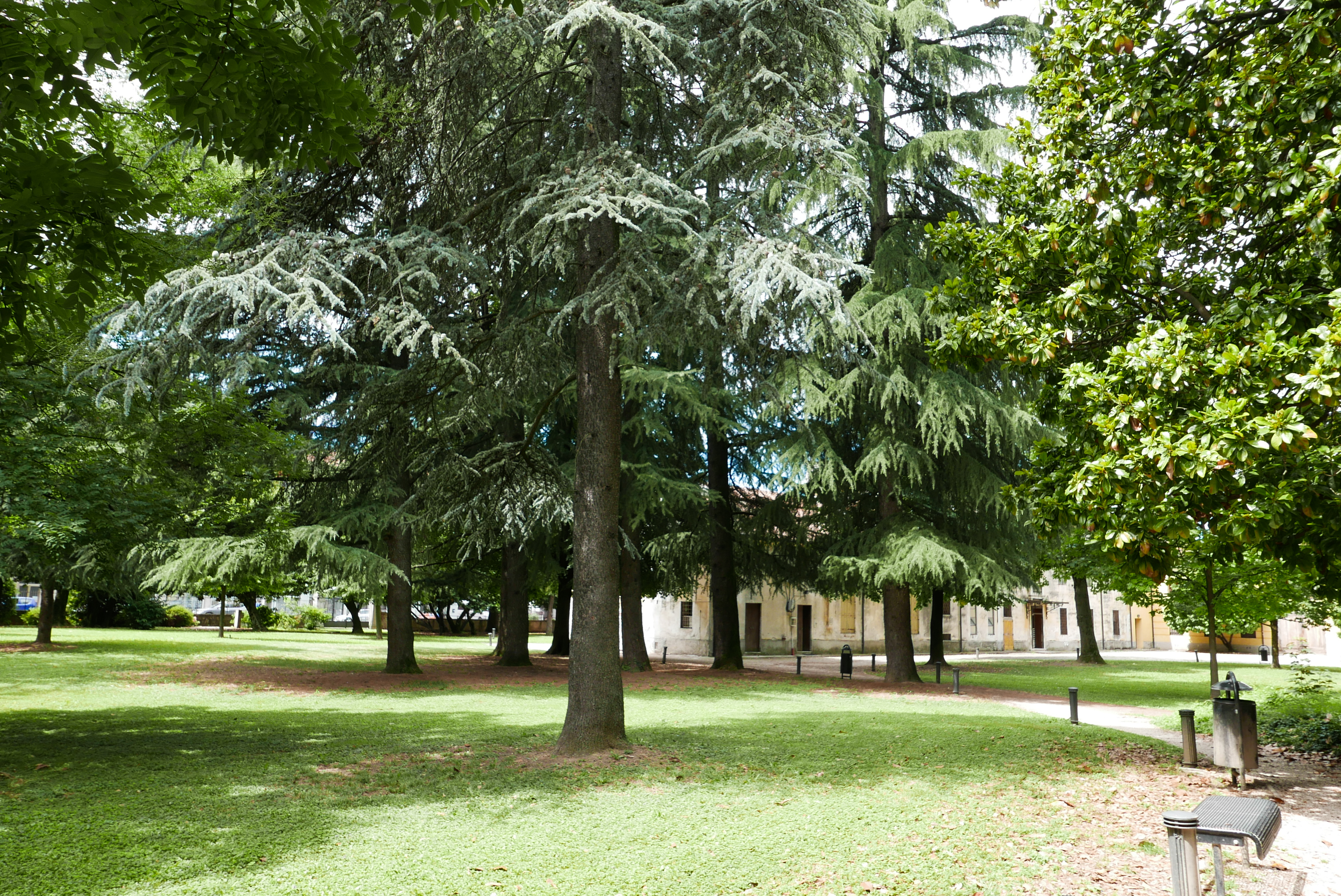
Parco di Villa Tacchi

Situata in viale della Pace, è sede della circoscrizione 3 e di una sede della Biblioteca Bertoliana, che qui ha iniziato l'attività nel 1972.
La villa, che risale ai primi dell'Ottocento - la prima testimonianza è nella mappa napoleonica del 1816 - è stata parzialmente restaurata. La villa e il parco circostante, dichiarato di notevole interesse pubblico nel giugno 1969 per le belle piante ornamentali, appartengono al Comune di Vicenza.

### Edifici religiosi

#### Chiesa parrocchiale di San Pio X

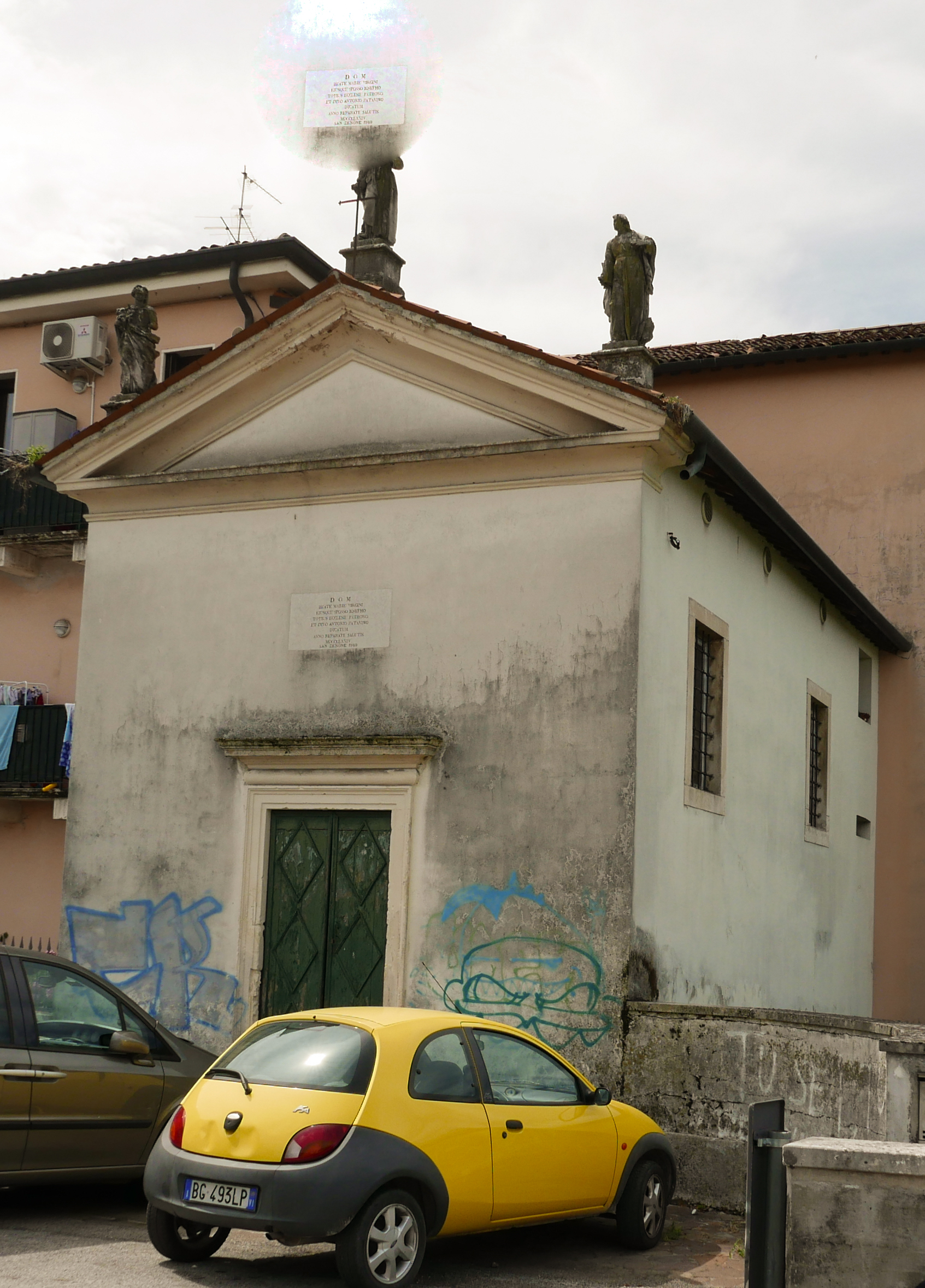
Oratorio San Giuseppe

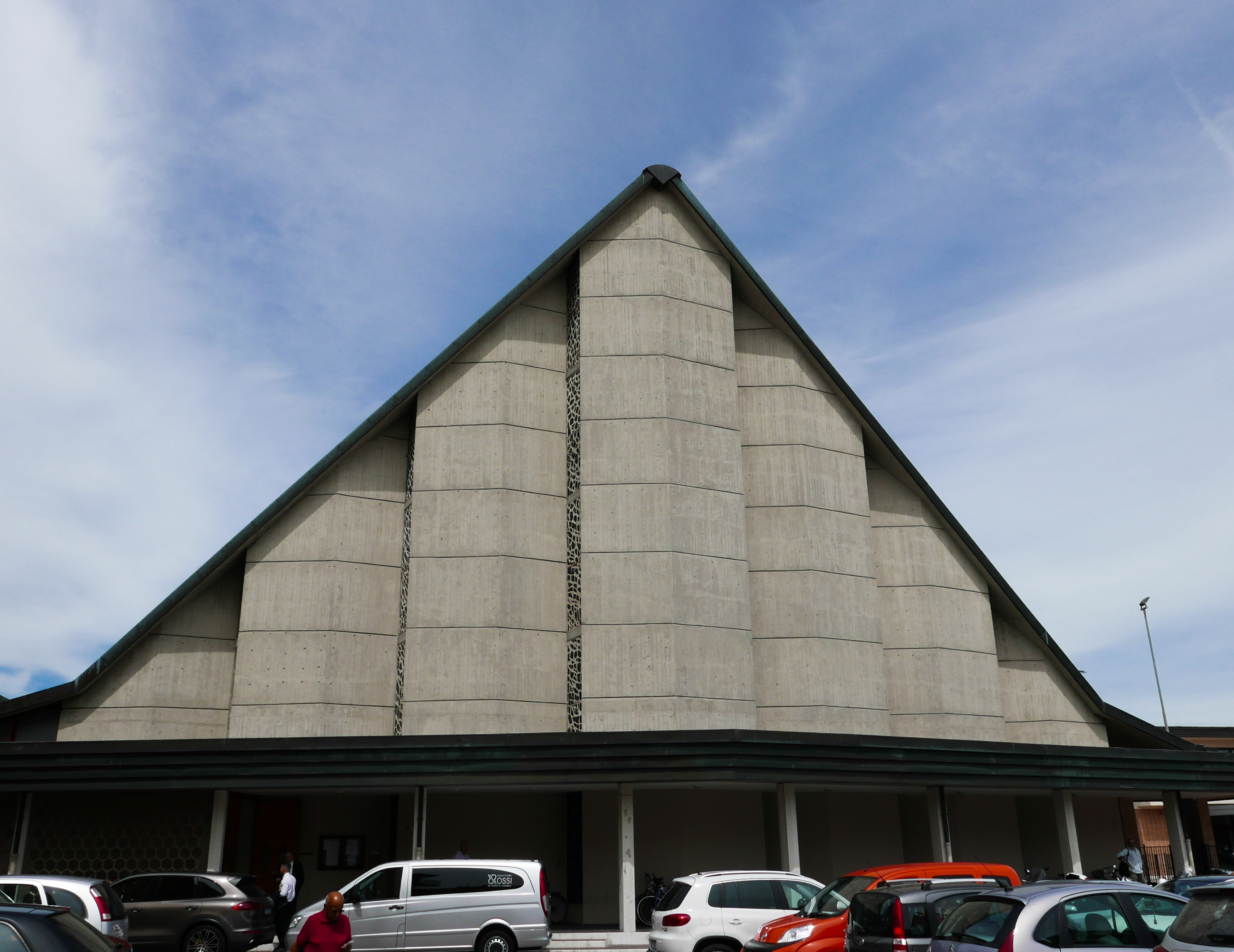
Chiesa di San Pio X

A un anno dalla posa della prima pietra, nel 1968 fu benedetta la nuova chiesa parrocchiale, costruita perché l'edificio precedente, di un decennio prima, non era più adeguato ad accogliere l'accresciuta popolazione.
Presenta un'originale facciata a capanna e un campanile a torre; all'interno un pregevole altare di pietra rosata con un bassorilievo che rappresenta la pesca miracolosa e artistiche vetrate colorate.

#### Oratorio di San Giuseppe
Situato in viale della Pace, fu costruito nei secoli XV e XVI e restaurato nel 1874. Appartiene alla famiglia Soave.

### Altro

#### Carcere di San Pio X

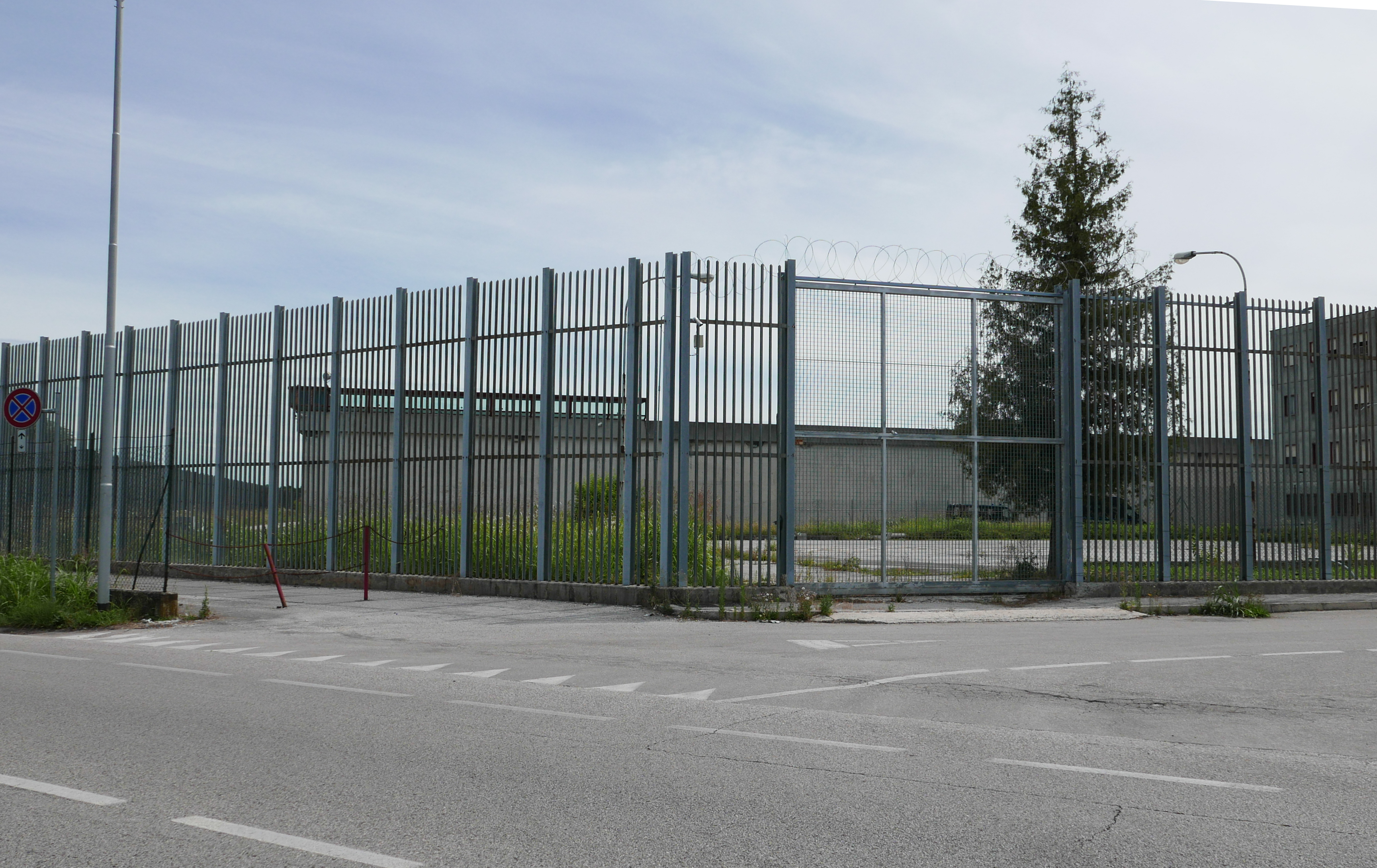
Recinzione del Carcere di San Pio X

La Casa circondariale di Vicenza Filippo Del Papa è l'istituto di detenzione di Vicenza, ubicato in una zona di campagna a est del quartiere e confinante con la caserma Ederle. Costruita agli inizi degli anni ottanta, dopo che si decise di abbandonare il vecchio carcere di San Biagio situato nel centro della città.

#### Caserma Carlo Ederle
La caserma prende il nome di Carlo Ederle, eroe della prima guerra mondiale. Già sede dell'Esercito Italiano, nel 1955 ospitò le prime truppe americane, ivi ridislocate dall'Austria al termine dell'occupazione quadripartita di quel paese da parte delle nazioni vincitrici della seconda guerra mondiale. Base militare dell'Esercito degli Stati Uniti dove svolge i suoi compiti l'Africom; è anche guarnigione di diverse unità operanti in Europa.

## Vita di quartiere

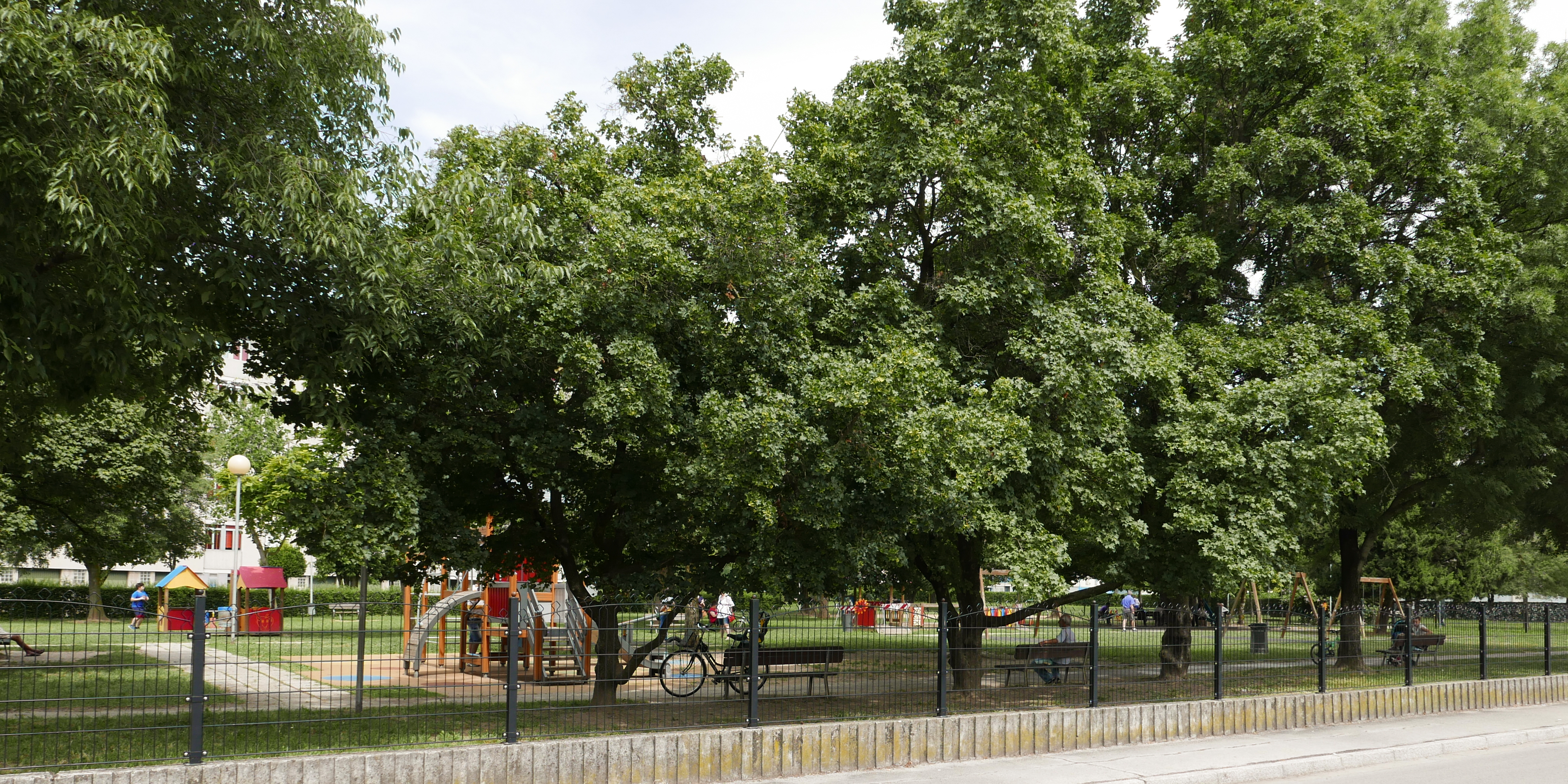
Parco giochi nel quartiere San Pio X

Il quartiere ha diverse aree verdi e una piscina scoperta.
Al venerdì di ogni settimana vi si tiene il mercato rionale; il quartiere è raggiungibile con gli autobus delle linee 1, 7 e 19 della Società Vicentina Trasporti.